# Talbot Runhof
Talbot Runhof ist ein international renommiertes Modelabel mit Sitz in München. Das Unternehmen wurde 1992 unter dem Namen „All About Eve“ von Johnny Talbot (* 1964) und Adrian Runhof (* 1963) gegründet und im Jahr 2000 in Talbot Runhof umbenannt. Unter dem Namen Talbot Runhof werden Damenmode, Accessoires sowie eine Parfumlinie kreiert, produziert und vertrieben.

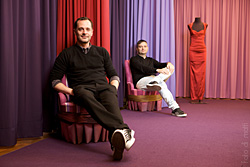
Johnny Talbot und Adrian Runhof 2009 in München

## Geschichte
Johnny Talbot ist studierter Elektroingenieur und arbeitete nach seinem Abschluss als Programmierer für die amerikanische Regierung in Washington und im Anschluss für Radio Free Europe in München, bevor er Modedesigner wurde. Adrian Runhof sammelte früh Erfahrungen in Design und im Verkauf von Mode, da er einer Familie von Modeproduzenten und Einzelhändlern entstammt. Er studierte nach dem Abitur Betriebswirtschaftslehre, bevor seine erste eigene Kollektion lancierte. Talbot und Runhof lernten sich 1991 in München kennen und gründeten zunächst mit einem dritten Partner das Couture-Haus „All About Eve“, das in den 1990er-Jahren für moderne Abendmode bekannt war. Gleichzeitig arbeiteten Talbot und Runhof als Designer und Sales Manager für verschiedene internationale Modemarken. Als „All About Eve“ 1998 expandierte und sich auf dem amerikanischen Modemarkt zu etablieren begann, wurde deutlich, dass der Name zu markenrechtlichen Problemen führen könnte, hatte Joop doch zwischenzeitlich ein Parfum gleichen Namens auf den Markt gebracht. Daher wurde „All About Eve“ im Jahr 2000 in Talbot Runhof umbenannt.
Im Jahr 2005 wurde Talbot Runhof mit dem Petra German Fashion Award ausgezeichnet. Von 2006 bis 2018 präsentierten Talbot Runhof ihre Kollektionen zweimal jährlich im Rahmen von Runway-Shows während der Pariser Fashion Week. Talbot Runhof war dort neben Wunderkind von Wolfgang Joop eines von zwei deutschen Labels auf dem offiziellen Kalender denen dieses Privileg vom Chambre Syndicale de la Couture Parisienne zugebilligt wurde.
2018 entschieden sich Talbot Runhof ihre Mode nicht mehr als Laufstegshow während der Pariser Modewoche zu präsentieren.
Die Firma unterhält eine 350 Quadratmeter große Flagship Boutique im Preysing Palais am Münchner Odeonsplatz sowie weitere Boutiquen in Berlin, Düsseldorf und Zürich. Die Kollektionen werden in eigenen Ateliers in Deutschland gefertigt. Darüber hinaus ist die Mode von Talbot Runhof weltweit in über 200 Geschäften erhältlich, unter anderem in Deutschland, den USA, Großbritannien und den Vereinigten Arabischen Emiraten.

## Stil

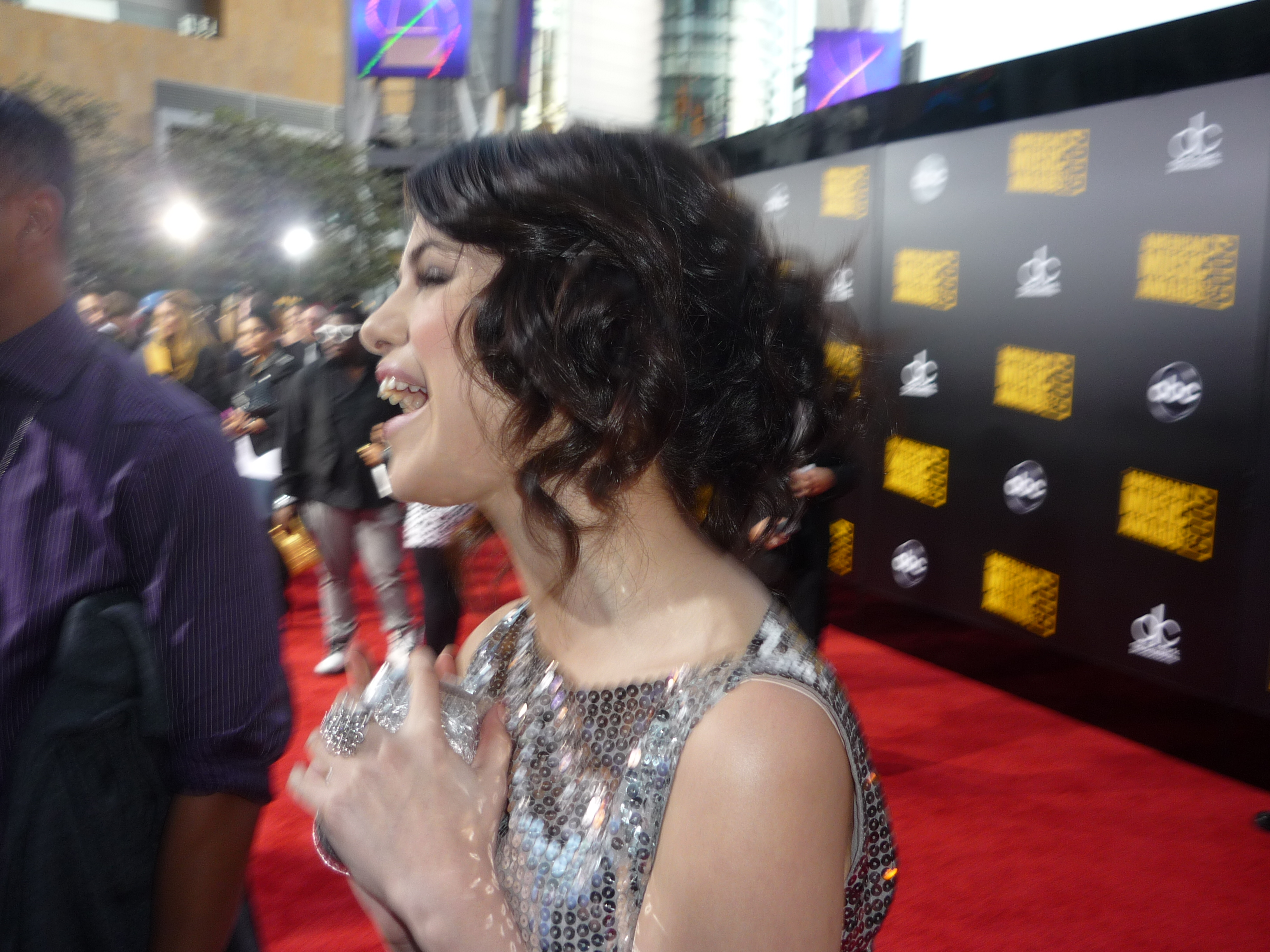
Selena Gomez bei den American Music Awards 2009 in Talbot Runhof

Der Fokus des Labels liegt dabei auf Abend- und Cocktailkleidern, die sowohl glamourös als auch tragbar sind. Besonders bekannt ist die Marke für ihre eleganten Red-Carpet-Roben, die regelmäßig bei internationalen Award-Shows getragen werden. Das Unternehmen entwickelt alle Modelle in seinem Münchner Studio in Obersendling und produziert größtenteils im bayerischen Umland sowie in ausgewählten Betrieben im europäischen Umland. 
Modelle von Talbot Runhof werden vonPolitikerinnen und internationalen Stars auf dem roten Teppich getragen, u. a. von Kamala Harris, Lady Gaga, Kristen Stewart, Anna Kendrick, Helen Mirren, Heidi Klum und Mariah Carey.
Bereits 2003 wurden sie in der Presse „zu den führenden Designern für Abendgarderobe“ gezählt und als „Marktführer auf den roten Teppichen in Deutschland“ bezeichnet. Die Welt schrieb 2004: „Überall, wo Frauen in schönen Kleidern abgebildet werden, steht Talbot & Runhof darunter“ und zählte das Designer-Duo 2007 „zu den Lieblingsdesignern der Filmstars mit ihrer eleganten, femininen Cocktail- und Abendmode“. 2014 wurde der US-Amerikaner Johnny Talbot als Mitglied in den CFDA, den Council of Fashion Designers of America, aufgenommen. Neben ihrer Arbeit an ihrer eigenen Kollektion widmen sich Johnny Talbot und Adrian Runhof auch anderen Projekten. So zeichneten sich die beiden Designer 2009 für die Kostüme der Ballettinszenierung „Carmen“ am Theater Dortmund verantwortlich. 2010 folgte ein weiteres Projekt am Staatstheater am Gärtnerplatz in München, bei dem sie die Kostüme für die Janáček-Oper „Die Sache Makropulos“ entwarfen. Ein weiteres Engagement als Kostümdesigner hatten Talbot und Runhof 2022, als sie die Kostüme für das Ballett „Giselle“ am Staatstheater am Gärtnerplatz kreierten.
Das Motto des Labels lautet: „It’s all about knowing where to stop“ (sinngemäß: Man muss wissen, wie weit man gehen kann).

## Politisches & soziales Engagement
Johnny Talbot und Adrian Runhof nutzten mehrfach ihre Plattform in Paris, um sich politisch zu äußern. Im Jahr 2014 zeigten die beiden Designer im Rahmen der Prêt-à-Porter-Schauen eine Kollektion unter dem Titel „Corduroy Skirts Are A Sin“, inspiriert von einer viral gegangenen Fotografie des Amerikaners Chris Pesto, der damit die Diskriminierung homosexueller Menschen anprangerte. Als im selben Jahr Russland rechtswidrig die ukrainische Halbinsel Krim annektierte, ließen die Designer ihre Kritik an Wladimir Putin als plakative Karikaturen in ihre Frühling/Sommer-Mode einfließen.
2017 folgte eine weitere Aktion, als Donald Trump zum US-Präsidenten gewählt wurde. In diesem Jahr schickten die beiden Designer zum Abschluss ihrer Herbst/Winter-Kollektion „Lie to me“ vier Motto-Shirts auf den Laufsteg, die lautstark Kritik an Donald Trump übten.
Wie gut ein karitativer Gedanke und Mode zusammenpassen, bewiesen Johnny Talbot und Adrian Runhof im Jahr 2022. Inspiriert durch einen Besuch im Sozialprojekt Bellevue di Monaco beschlossen Talbot und Runhof gemeinsam mit den Verantwortlichen des Projekts, geflüchtete Frauen zu unterstützen. Hierfür wurde das Upcycling-Atelier „Bellevue Couture“ gegründet, das für Talbot Runhof Patchworks aus Stoffresten fertigte, die in die Kollektion einflossen. Schirmherrin des Projekts war die Beauftragte der Bundesregierung für Kultur und Medien, Claudia Roth.